# La contravida
La contravida es una novela de 1986 escrita por el autor estadounidense Philip Roth y la quinta novela protagonizada por su alter ego Nathan Zuckerman.

## Resumen del argumento
La novela está dividida en cinco partes, cada una de las cuales variaciones de la misma situación. Las partes I y IV son independientes de las demás, mientras que las partes II, III y V forman parte de una narrativa relativamente continua.
La parte I, titulada «Basilea», inicia con lo que parece un extracto del diario del novelista judío Nathan Zuckerman, en donde habla sobre su hermano Henry, un dentista en los suburbios que mantenía un romance son su asistente Wendy. Sin embargo, Henry es diagnosticado con un mal cardíaco y las medicinas lo han hecho impotente; la única alternativa es una operación que, aunque no es riesgosa, conlleva una probabilidad de que muera. Henry pide consejo a su hermano, quien trata disuadirlo diciéndole que con el tiempo se acostumbrará a la situación actual, pero con el paso del tiempo su desesperación incrementa.
En este punto la narración cambia a tercera persona, revelando que el «extracto del diario» es en realidad el panegírico que Nathan planeaba pronunciar en el funeral del Henry, ya que murió durante la operación. Sin embargo, decide no pronunciarlo ya que lo único que haría es avergonzar a la familia de su hermano. En el funeral, la viuda, Carol, pronuncia el panegírico, en el cual atribuye que Henry se operara al amor que sentía por ella. Nathan duda de su sinceridad y se pregunta cuándo sabrá sobre los romances de su esposo. A la vez, siente pena por su hermano, a quien caracteriza como un hombre tan desesperado por salir de su vida suburbana que prefirió la muerte a una estabilidad agobiante.
La parte II, «Judea», reinicia la narrativa, solo que en este caso Henry sobrevive la operación y recupera su potencia sexual. Sin embargo, en lugar de continuar con su vida, decide escapar a Israel en un asentamiento de Cisjordania. Nathan es enviado por Carol para que convenza a Henry de regresar con su familia y en Israel conoce a una variedad de judíos, incluyendo un fan llamado Jimmy que lo acosa en el Muro de las Lamentaciones, que comparten con él sus diversas perspectivas. Cuando viaja al asentamiento, los habitantes, en su mayoría judíos estadounidenses o de Europa Occidental lo acusan de haber traicionado su raza. Después se reúne con el carismático líder, quien da un soliloquio sobre la importancia de que los judíos se asienten en Judea y Samaria. Posteriormente, en privado, Nathan confronta a Henry y sugiere que la influencia del líder sobre él se debe a su parecido con el padre de ambos, pero Henry responde que lo que importa no es si el líder es una figura paterna o no, sino quien controla Judea. Incapaz de convencer a Henry, Nathan se ve obligado a regresar a casa sin su hermano.
La parte III, «En vuelo», continúa con la «contravida» iniciada en parte II. Nathan está volando de regreso a los Estados Unidos y en el avión se encuentra con Jimmy, quien revela que lleva consigo un arma y una granada. Jimmy planea enviar un mensaje de que los judíos no van a seguir sometidos a su traumática historia y le pide a Nathan que lo asista. Poco después, agentes de seguridad los arrestan a ambos, acusando a Zuckerman de ayudar a Jimmy. El escritor se siente humillado por la interrogación y por el hecho de que los oficiales no parecen haber escuchado sobre él.
En la parte IV, «Gloucestershire», Nathan es quien padece de una enfermedad cardíaca y es impotente debido a las medicinas. Henry no le habla a Nathan y nunca ha tenido un romance con Wendy. Nathan acepta inicialmente su impotencia, pero se ve tentado por María, una expatriada inglesa quien vive en el piso de arriba con su hija y su esposo diplomático. Los dos comienzan un romance y Nathan decide operarse a pesar de que María le dice que no tome un riesgo tan grande solo por ella. Zuckerman le dice que el hacerlo le permitiría cumplir su sueño más grande: convertirse en un hombre familia casándose con María, adoptando a su hija y mudándose al Reino Unido. Sin embargo, la operación no tiene éxito y Nathan muere.
Henry, a pesar de sus dudad, decide tomar un día libre e ir al funeral de su hermano. Henry se siente ofendido por el panegírico, en el cual el editor de Nathan alaba su controversial novela Carnovsky, ya que cree que el libro humilla a toda su familia. Después de funeral, Henry visita el apartamento de su hermano en busca de cualquier cosa que lo pueda avergonzar y descubre un diario en el que se revela un romance que tuvo hace más de diez años, por lo que lo destruye. También descubre el manuscrito de la última novela de Zuckerman, el cual contiene las partes I, II, III y V. Henry se enoja, ya que siente que Nathan lo ha usado para proyectar sus propias inseguridades y disminuir su autoaversión, y destruye las partes I, II y III, dejando la parte V ya que no lo menciona a él de manera significativa.
La parte IV concluye con María aparentemente hablando con un terapista sobre la reciente muerte de Nathan. Ella cuenta como después de la muerte fue su apartamento y encontró el manuscrito de una novela (que solo contenía la parte V debido a la intervención de Henry), en la cual ella siente que se exagera como es su familia, inventando defectos de carácter para hacerla más interesante. También cree que su personaje en la novela no se parece en nada a ella, pero que seguramente es como Nathan debería haber querido que ella fuera. A pesar de esto, María ha decido permitir que se publique la novela ya que la ve como la última expresión del amor que Zuckerman sentía por ella. Hacia el final de la conversación se revela que ella no está hablando con un terapista sino con una proyección de Nathan y que María se está despidiendo por última vez de él.
La parte V, «Entre cristianos», regresa a la «contravida» de las partes II y III. Nathan regresa de su viaje a Israel a Inglaterra, en donde vive con María, con quien se ha casado y con quien espera un hijo. La pareja visita a la madre de María, una anciana que es «cortésmente» antisemita y desaprueba la relación entre su hija y el escritor. Después de que la hermana de María lo confronta y le echa en cara haberse casado con alguien más joven y que no es judía, Nathan se siente inseguro sobre el futuro de su matrimonio. Otra noche, la pareja son víctimas de actitudes antisemitas en un restaurante y después de que Nathan se queja sobre la intolerancia de los ingleses y de la familia de María en particular, ella se irrita y lo acusa de exagerar, por lo que lo deja solo en el restaurante y regresa a su casa.
La novela termina con dos cartas. La primera es de María diciéndole a Nathan que se va a salir de su matrimonio y de su libro, ya que se rehúsa a ser otro de sus personajes literarios y porque la María del libro no se parece en nada a ella (como ejemplo da que ella nunca escribiría una carta tan larga explicando sus sentimientos). Asimismo, le echa la culpa a Nathan por haberle dado a su matrimonio un final triste y diciendo que él tenía la habilidad para asegurarse de que todo saliera bien para ellos. La segunda carta es la respuesta de Nathan en la que le pide perdón a María pero también explica sus motivaciones. Zuckerman le dice que así como no hay un «tú» tampoco hay un «yo» y que ellos no son nada más que la suma de todas las actuaciones que ellos han inventado para sí mismos y para los otros. Nathan escribe sobre la circuncisión, a la cual hubiera sometido a su hijo, no por razones religiosas, sino porque el dolor de la operación simboliza la injusticia y crueldad que el niño encontrará en el mundo. Nathan también se lamenta por el fin de su relación con María ya que solo en esta novela hubieran podido vivir siempre enamorados.

## Recepción
El libro ganó el Premio del Círculo de Críticos Nacional del Libro en la categoría de ficción en 1987 y fue finalista para el Premio Nacional del Libro de ficción en ese mismo año.
La novela es considerada por los críticos como una de las mejores de Philip Roth. Harold Bloom dijo que era un «libro asombroso» en una entrevista de 1991 con The Paris Review y en 2012 Martin Amis dijo que La contravida es una «obra maestra de la ficción postmoderna... un libro impresionantemente intrincado». James Wood de The Guardian considera que La contravida es «es quizás... la novela mejor novela [de Roth]».